# Georg Trakl

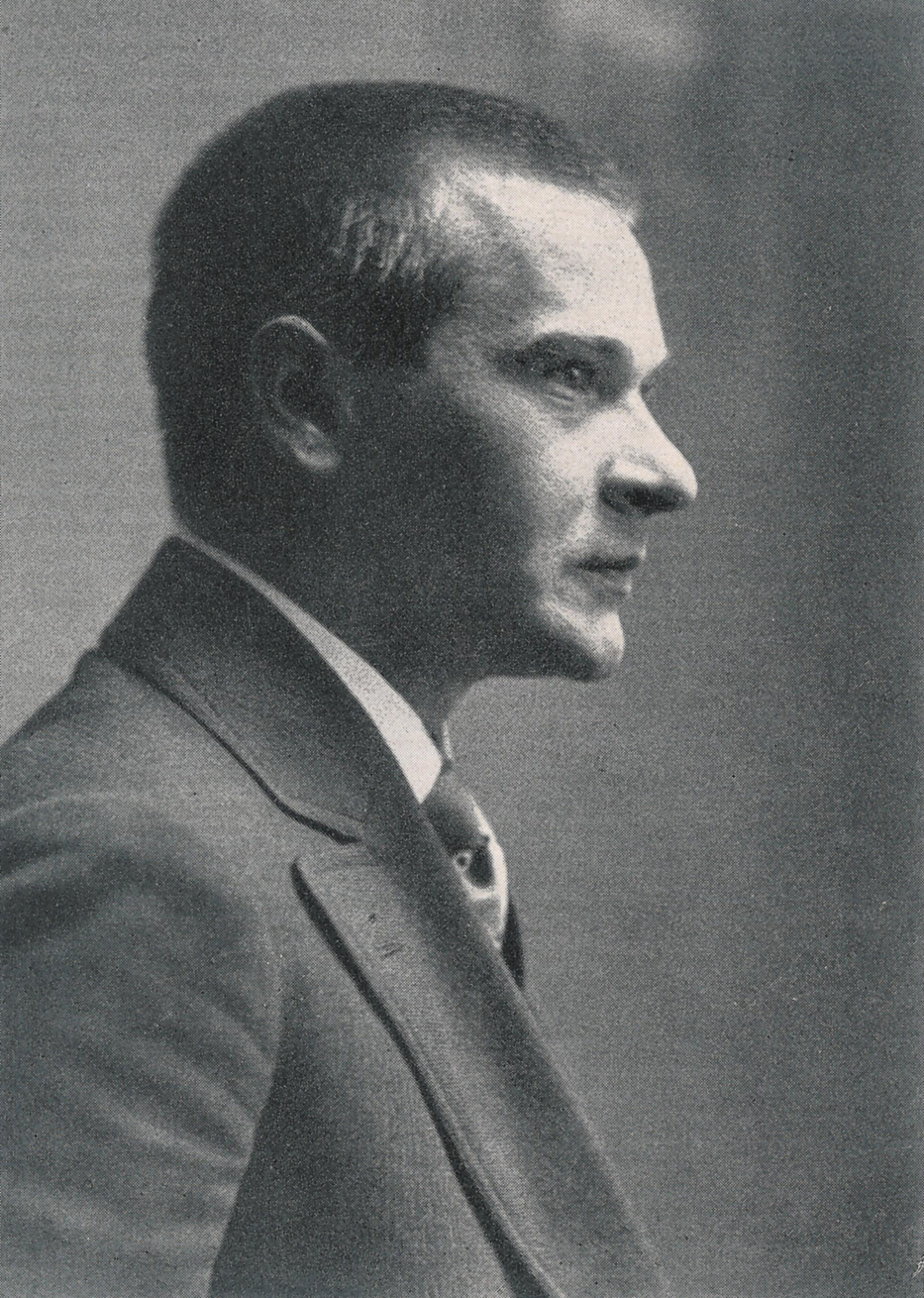
Georg Trakl

Georg Trakl (* 3. Februar 1887 in Salzburg; † 3. November 1914 in Krakau, Galizien) war ein österreichischer Dichter des Expressionismus mit starken Einflüssen des Symbolismus. Eine eindeutige Zuordnung seiner poetischen Werke zu einer der annähernd gleichzeitigen Strömungen der Literaturgeschichte des 20. Jahrhunderts ist aber nicht möglich.

## Leben

### Kindheit und Jugend

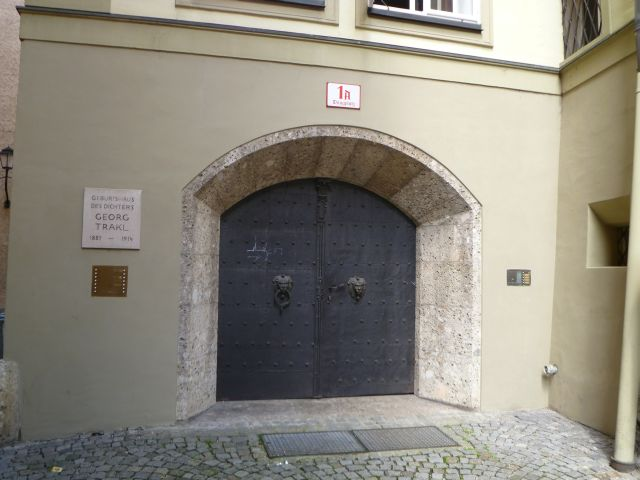
Eingangstür von Trakls Geburtshaus in Salzburg

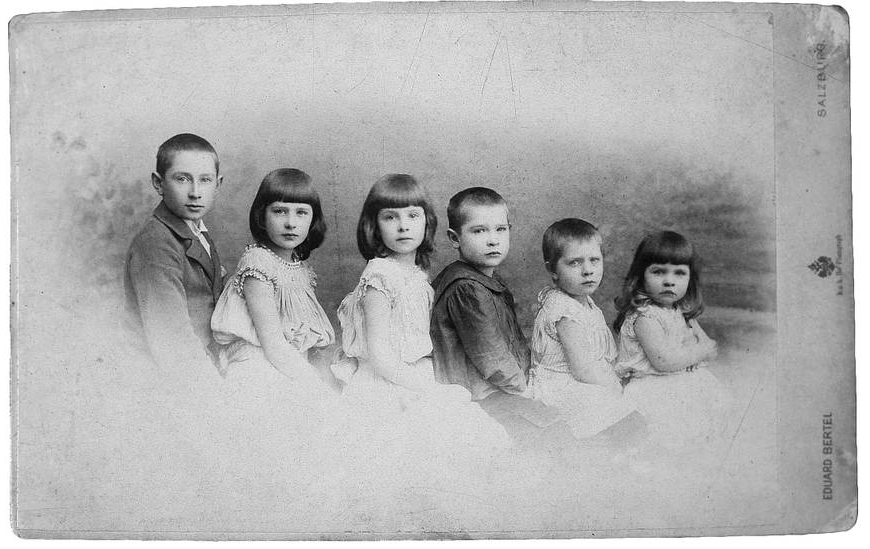
Georg Trakl und seine Geschwister, Aufnahme von Eduard Bertel

Georg Trakl wuchs als fünftes von sieben Geschwistern, darunter ein älterer Halbbruder, in Salzburg auf. Die Familie gehörte dem gehobenen Bürgertum an. Der Vater, Tobias Trakl, stammte aus Ödenburg in Westungarn und besaß eine Eisenhandlung. Die Mutter Maria Catharina (geborene Halik), welche zum Teil tschechischer Abstammung war, hatte ein schwieriges Verhältnis zu ihren Kindern und war drogenabhängig. Nach außen hin führte sie das Leben einer normalen Bürgersfrau.
Georg Trakl verbrachte seine Kindheit und Jugendzeit in Salzburg, wo er zusammen mit seinen Geschwistern von einer französischen Gouvernante aufgezogen wurde. Die Gouvernante, Marie Boring, stand 14 Jahre lang im Dienst der Familie und spielte für die Kinder eine wichtige Rolle als Mutterersatz. Sie war strenggläubige Katholikin und brachte den Kindern die französische Sprache bei, ferner las sie mit ihnen häufig französische Literatur und Magazine. Zu dieser Zeit kommt Trakl erstmals mit französischer Literatur in Kontakt, die sein späteres Gesamtwerk prägte. Vor allem Einflüsse von Arthur Rimbaud und Charles Baudelaire sind in Trakls literarischem Schaffen deutlich zu erkennen. Der Einfluss von Gouvernante Marie Boring auf Georg Trakls literarische Entwicklung ist nicht nur in seiner Hinwendung zur französischen Sprache, sondern auch durch ein religiöses Lyrikkonzept erkennbar. Dieses liegt in der gebetsartigen Struktur früher Gedichte, es wird hörbar im Glockenklang der durch die Verszeilen tragenden Vokale und haptisch fühlbar in wiederholten Zitaten messliturgischer Geräte. Auch den Vater erlebt Georg in frühen Gedichten als Mönch. „Exaudi me, o Maria“ (Erhöre mich, Maria!) war wohl weniger an die Gottesmutter als an seine echte, wegen Opiumgenusses stets abwesende Mutter gerichtet. Dem programmatischen Vorwort in Baudelaires „Les Fleurs du Mal“ gemäß schlief der Jugendliche mehrmals in Salzburger Parks und kehrte dann – wie durch die Kommunion in beiderlei Gestalt gestärkt durch Brot und Wein – vom Berger Bräu in die Schulbank zurück, um weiterhin Kränkungen zu erdulden. Infolge der Auflösung des Dienstverhältnisses seiner Ersatzmutter Marie, die ihn so sehr geprägt hatte und nun ins Elsass zurückkehrte, würde auch er seiner Leidenszeit im städtischen Gymnasium ein Ende setzen.
Zu seiner viereinhalb Jahre jüngeren Schwester Margarethe, genannt Gretl, entwickelte sich eine innige Beziehung. Trakl sah in ihr ein Abbild seiner selbst. Der Lyriker nahm an vielen Stellen seiner Gedichte auf seine Schwester Bezug. In vielen Biographien wird auch eine inzestuöse Beziehung vermutet. In Trakls Gedichten wird Margarethe Trakl als „Fremdlingin“ und „Jünglingin“ bezeichnet.
Eine inzestuöse Beziehung wird im Gedicht Blutschuld angedeutet:
Es dräut die Nacht am Lager unsrer Küsse.
Es flüstert wo: Wer nimmt von euch die Schuld?
Noch bebend von verruchter Wollust Süße.
Wir beten: Verzeih uns, Maria, in deiner Huld.
Von 1897 bis 1905 besuchte Trakl das humanistische Staatsgymnasium in Salzburg. Er galt als schlechter Schüler (unzureichende Leistungen in Mathematik, Latein und Griechisch) und musste 1901 die 4. Gymnasialstufe wiederholen. Erste literarische Versuche begannen um 1904, als er sich dem Salzburger Dichterzirkel „Apollo“, später umbenannt in „Minerva“, anschloss.
Nachdem er 1905 erneut das Klassenziel nicht erreicht hatte, beendete er seine Schullaufbahn ohne Matura. In diese Zeit fielen auch Trakls erste Experimente mit Drogen (Chloroform, Morphium, Opium, Veronal, Alkohol).

### Ausbildung und literarisches Schaffen
Im September 1905 begann er eine dreijährige Ausbildung in der Salzburger Apotheke „Zum weißen Engel“ in der Linzer Gasse. Durch diese Anstellung war es für ihn leicht, an Rauschmittel zu kommen.
Ende März 1906 wurde Trakls Theaterstück Totentag, im September 1906 Fata Morgana im Salzburger Stadttheater uraufgeführt. Die beiden Einakter fanden aber wenig Anklang, weshalb der Dichter sie bald darauf vernichtete. Im selben Jahr erschien auch die Prosaarbeit Traumland. Eine Episode im Salzburger Volksblatt. Trakl fiel um 1907 aufgrund der Misserfolge in eine erste Schaffenskrise, welche zu stärkerem Drogenkonsum führte. Am 26. April 1908 wurde mit Das Morgenlied das erste Gedicht Trakls im Salzburger Volksblatt veröffentlicht. Im selben Jahr schloss er das Apothekerpraktikum ab und begann am 5. Oktober in Wien Pharmazie zu studieren. Seine Schwester Gretl begann parallel dazu das Klavierstudium an der Wiener Musikakademie. Es folgten weitere Veröffentlichungen, nun auch außerhalb Salzburgs. So erschienen beispielsweise Andacht, Vollendung und Einer Vorübergehenden im Neuen Wiener Journal.

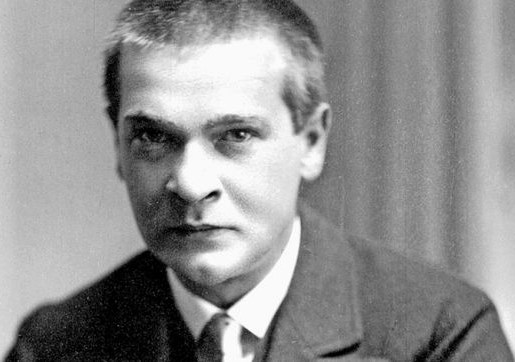
Georg Trakl

Nach dem Tod des Vaters im Juni 1910 geriet die Familie in finanzielle Schwierigkeiten. Trakl graduierte dennoch als Magister der Pharmazie und trat am 1. Oktober 1910 als Pharmazeut und als Einjährig-Freiwilliger in den Militärdienst ein, wo er der k.u.k Sanitätsabteilung Nr. 2 in der Rennwegkaserne im III. Wiener Gemeindebezirk zugeteilt wurde. Zu dieser Zeit traf sich Trakl öfters mit Freunden aus seiner Salzburger Zeit, mit denen er ausgiebig Alkohol konsumierte. Die dichterische Produktion war in dieser Zeit gering.
Nach dem Ende seines Militärjahres versuchte er, als Apotheker Fuß zu fassen, was ihm jedoch nie richtig gelang, ihn 1912 aber nach Innsbruck führte. Durch seinen Jugendfreund Erhard Buschbeck lernte Trakl dort 1912 auch seinen großen Förderer Ludwig von Ficker kennen, in dessen renommierter Halbmonatszeitschrift Der Brenner seine Gedichte von nun an regelmäßig veröffentlicht wurden. Außerdem entwickelten sich Bekanntschaften zu einigen wichtigen Personen der österreichischen Literatur- und Künstlerszene, darunter Karl Kraus, Adolf Loos und Oskar Kokoschka.
Trakl litt zunehmend unter Angst und Depression. Zeitweise hatte er nahezu panische Angst vor fremden Menschen, wohl auch bedingt durch seinen Alkohol- und Drogenkonsum. Er lebte in den Zuständen zwischen Euphorie und Betäubung.
1912 bekam Georg Trakl eine Stelle als Militärmedikamentenbeamter in Wien, die er jedoch nach einigen Tagen wieder aufgab. Auf der Suche nach einer geeigneteren Stelle und Verlegern für seine Gedichte pendelte er in der Folgezeit zwischen Salzburg, Wien und Innsbruck. Nachdem 1913 sein Manuskript Gedichte vom Leipziger Kurt Wolff Verlag veröffentlicht worden war, reiste Trakl mit Kraus, Loos und von Ficker nach Venedig und hielt Ende des Jahres seine erste und einzige öffentliche Lesung in Innsbruck. Die Presse berichtete: „Georg Trakl erntete mit seinen geistvollen Gedichten […] reichen Applaus, wenngleich seine Vorlese-Art besser für einen intimen Zirkel als für einen größeren Saal paßt und die zuweilen übergroße Gedämpftheit des Vortrages manches untergehen ließ.“ Trotz seiner literarischen Erfolge sprach der Dichter von einer „Kette von Krankheit und Verzweiflung“, die sein Leben heimsuche.
Im März 1914 reiste Trakl nach Berlin zu seiner erkrankten Schwester Margarethe, die eine Fehlgeburt erlitten hatte. Dort lernte er auch Else Lasker-Schüler kennen, die seiner Schwester ebenfalls Beistand leistete. Wieder in Innsbruck, arbeitete Trakl weiter an seinem zweiten Gedichtband, Sebastian im Traum, den er selbst noch auf den Weg zur Veröffentlichung brachte.
Im Juli 1914 bat Ludwig Wittgenstein den Herausgeber des „Brenner“, Ludwig von Ficker, 100.000 Kronen an unbemittelte österreichische Künstler zu verteilen. Trakl sollte davon 20.000 Kronen erhalten, „kam jedoch nicht mehr in den Genuß der Schenkung“. Als er mit Ficker zusammen bei einer Innsbrucker Bank einen höheren Geldbetrag abheben wollte, bekam er einen Panikanfall und lief schweißgebadet davon. Ende Oktober, er war bereits im Krakauer Spital, wies er Ficker an, dass seine Schwester Grethe „im Falle meines Ablebens“ alles erben solle.

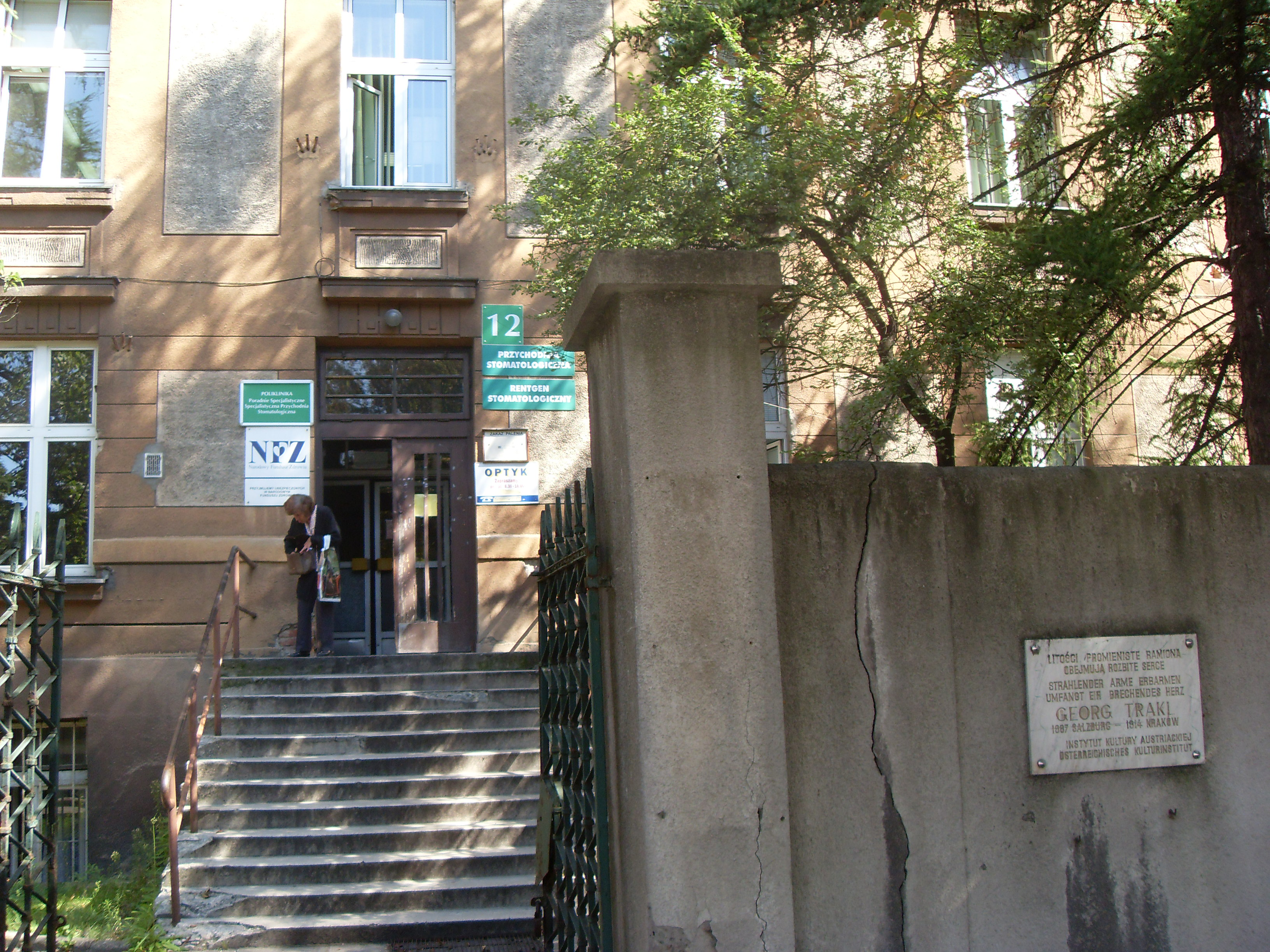
Das Krakauer Militärhospital mit der Gedenktafel

### Beginn des Weltkriegs und Tod
Im August 1914 brach der Erste Weltkrieg aus. Trakl wurde als Militärapotheker ins Heer einberufen. Er erlebte die Schlacht von Gródek im September 1914 als Sanitätsleutnant mit. Dabei hatte er fast einhundert Schwerverwundete unter schlechten Bedingungen allein und ohne zureichendes Material zu versorgen. Zwei Tage und zwei Nächte arbeitete er in einem Lazarett, das später in der Presse als eine der „Todesgruben von Galizien“ bezeichnet wurde. Trakl hatte keine Möglichkeit, den Sterbenden zu Hilfe zu kommen, was ihn in Verzweiflung stürzte. Nach dem Zeugnis seiner Vorgesetzten waren eine halbe Stunde vor der Schlacht 13 Ruthenen auf Bäumen vor dem Zelt gehängt worden. Trakl erlitt daraufhin einen Nervenzusammenbruch. Im gleichnamigen Gedicht Grodek gestaltete er wenige Tage vor seinem Tod seine Kriegserfahrung. Nach Theo Buck beschwört Trakls letztes Gedicht „die grellen Umrisse einer Abendlandschaft als Totenlandschaft“.

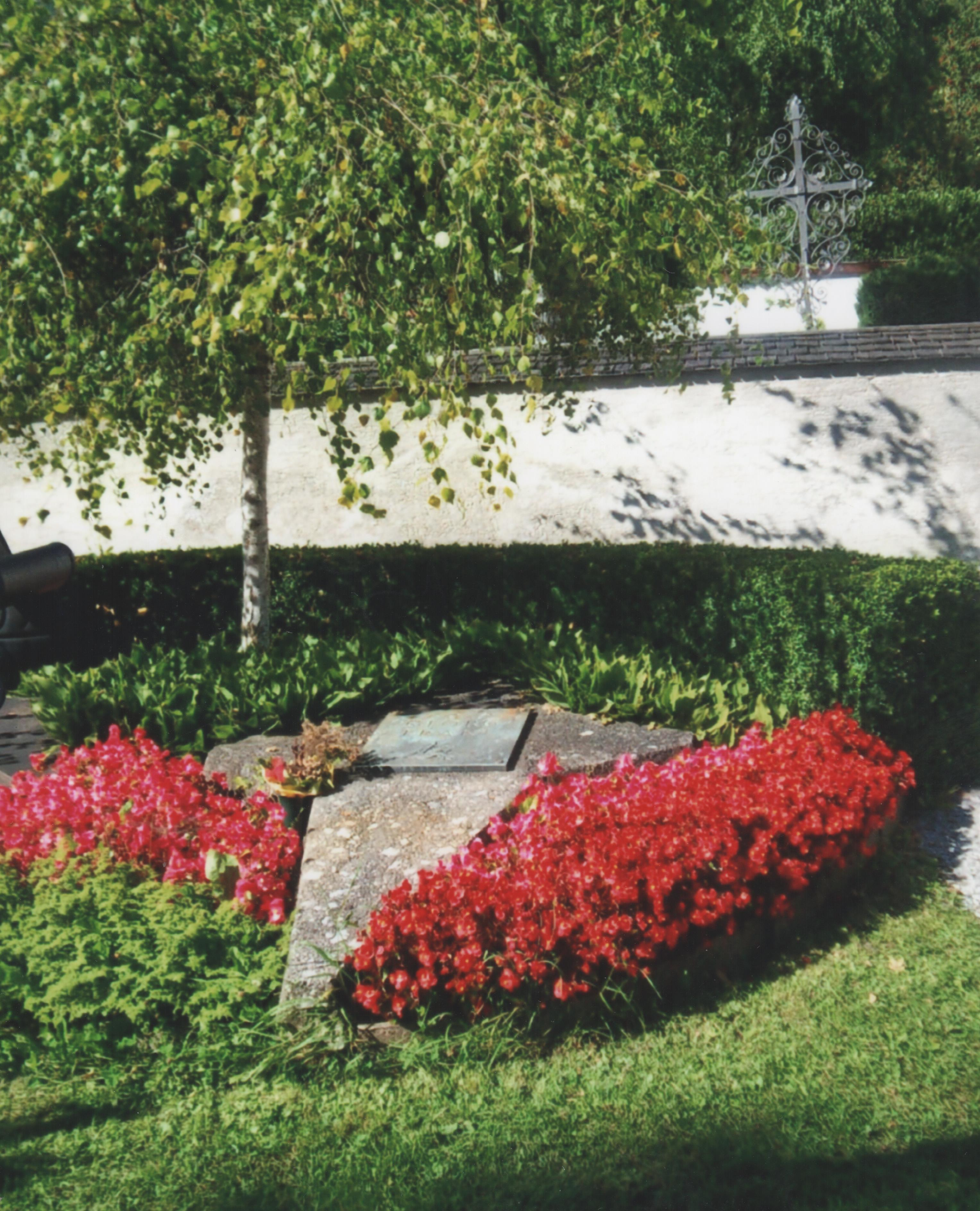
Grabstätte von Georg Trakl

Trakl wurde vom Versuch, sich zu erschießen, durch Kameraden abgehalten und nach einem Fluchtversuch zur Beobachtung seines Geisteszustandes in ein Krakauer Militärhospital eingewiesen. Am Abend des 3. November 1914 starb er dort nach Einnahme einer Überdosis Kokain an Herzstillstand. Ob es sich dabei um einen Unfall oder um Suizid handelte, ist ungeklärt. Heute erinnert an dem Gebäude eine Gedenktafel an Georg Trakl.
Er wurde zunächst auf dem Krakauer Friedhof Rakowicki begraben. Sein Offiziersbursche, der Bergarbeiter und Salinenbedienstete Mathias Roth (1882–1965), war der Einzige, der bei seinem Begräbnis anwesend war. 1925 wurden die sterblichen Überreste auf Wunsch von Ludwig von Ficker auf den Mühlauer Friedhof bei Innsbruck überführt.
Trakls zweiter Gedichtband Sebastian im Traum erschien im Frühjahr 1915 postum.

## Werk

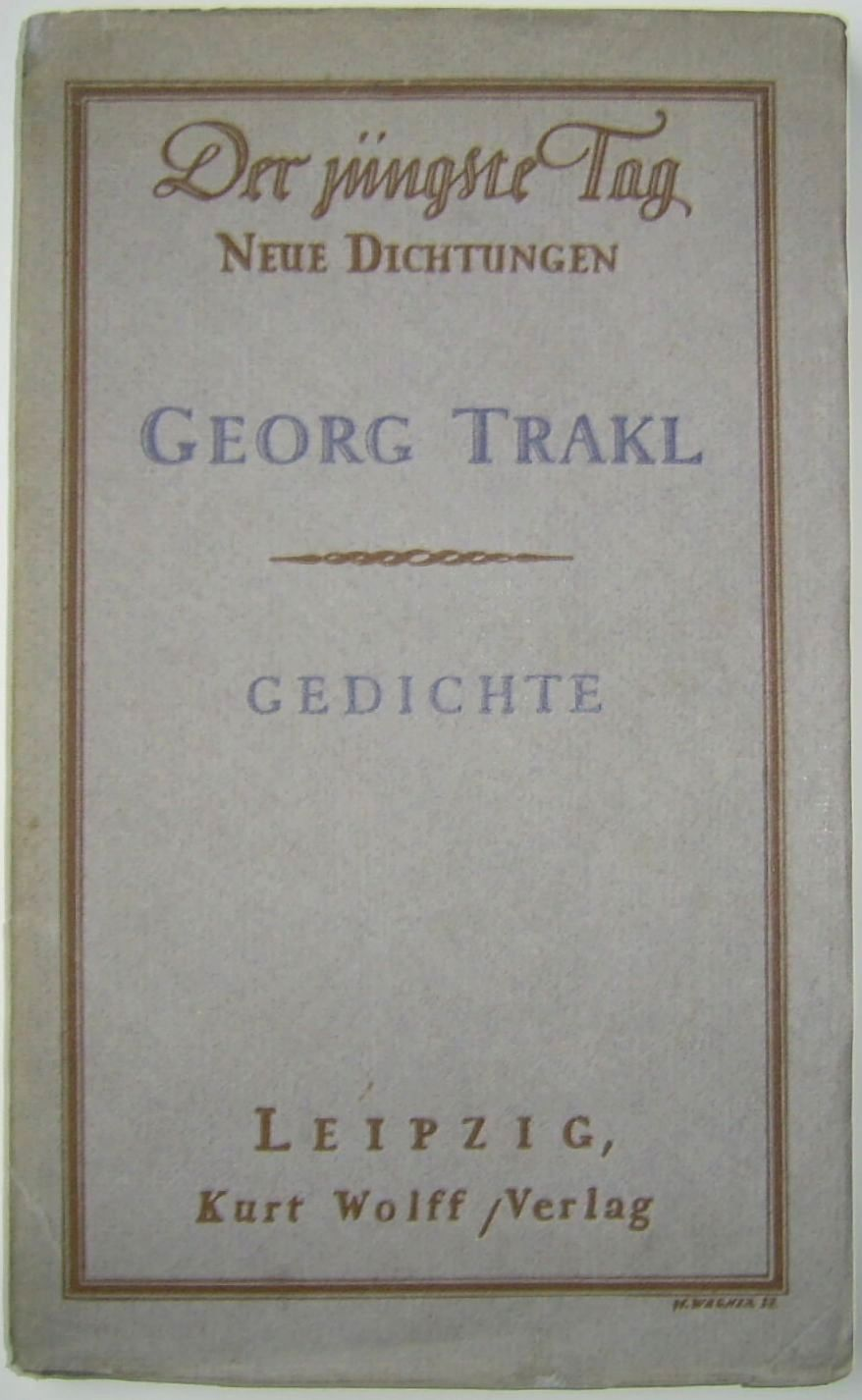
Georg Trakl – Gedichte, Erstausgabe 1913 im Kurt Wolff Verlag

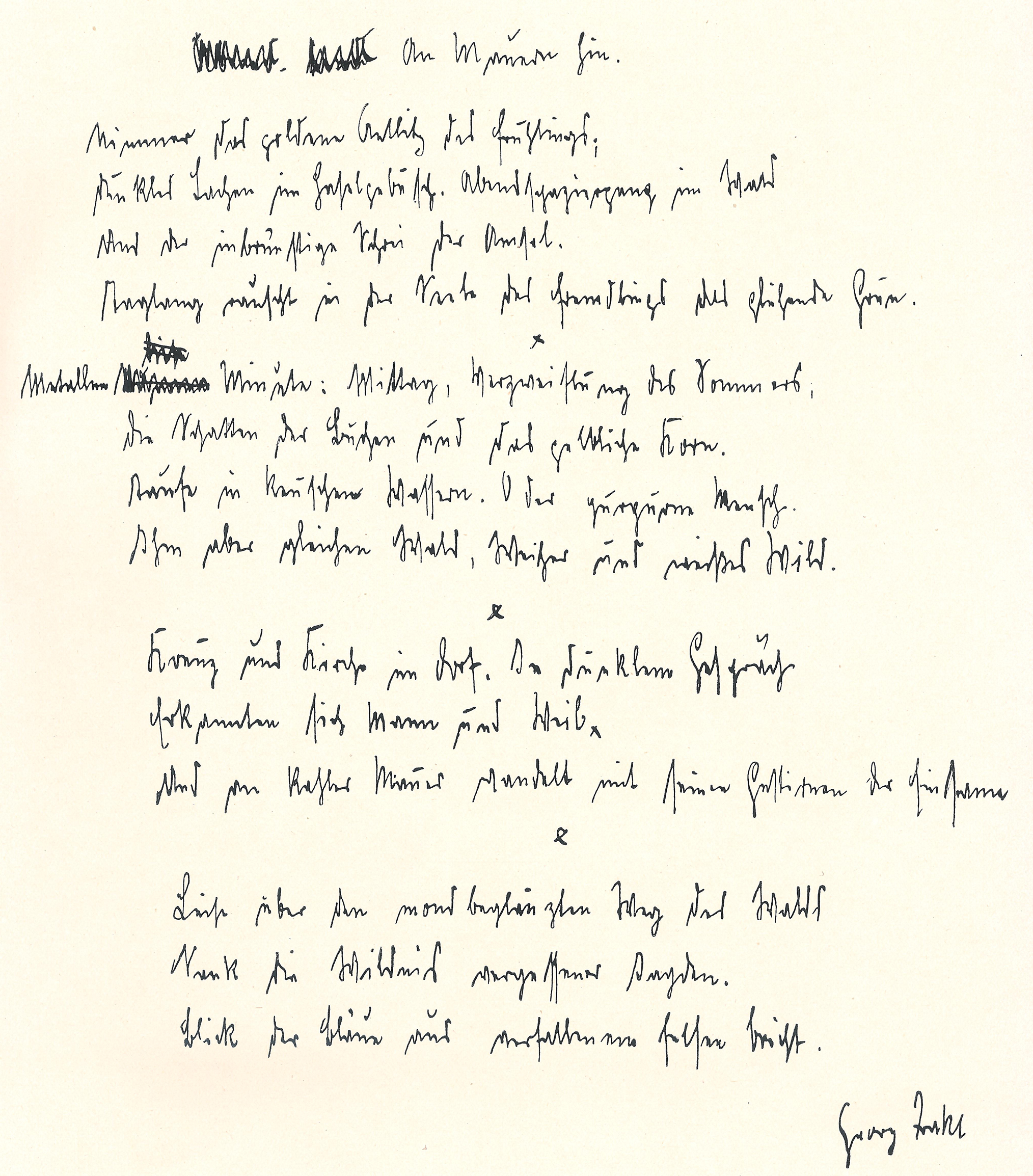
An Mauern hin, Faksimile der Handschrift Georg Trakls

### Überblick
Trakl veröffentlichte schon 1907 und 1909 erste Gedichte, Anfragen beim Albert Langen Verlag wurden allerdings auch nach mehrfacher Überarbeitung der Werke abgelehnt. In seiner Bedeutung erkannt wurde er erst von Ludwig von Ficker, in dessen Zeitschrift Der Brenner er von 1912 bis 1915, zuletzt postum, regelmäßig veröffentlichen konnte. 1913 erschien im Kurt Wolff Verlag die Sammlung Gedichte in der Reihe Der jüngste Tag (Band 7/8) und 1915 postum, aber noch von Trakl selbst zusammengestellt, sein Gedichtzyklus Sebastian im Traum.
Nur wenige andere Gedichte und Prosaarbeiten Trakls wurden zu seinen Lebzeiten veröffentlicht. Neben einer frühen Sammlung von Gedichten aus dem Jahr 1909 (sog. „Sammlung 1909“, ohne Titel), für die Trakl keinen Verleger hatte finden können und die er später verwarf, findet sich ein bedeutender Nachlass unveröffentlichter Gedichte, alternativer Fassungen veröffentlichter Gedichte sowie einiger weniger Dramenfragmente und Aphorismen. 2015 wurde bei Auflösung einer Wiener Privatbibliothek ein bislang unbekanntes, handschriftliches Trakl-Gedicht mit dem Titel Hölderlin gefunden. Das Trakl-Autograph ist auf das Jahr 1911 datiert, mit G.T. monogrammiert und fand sich auf dem vorderen fliegenden Vorsatzblatt des dritten (und letzten) Bandes der von Wilhelm Böhm im Verlag Eugen Diederichs 1905 herausgegebenen Friedrich-Hölderlin-Werkausgabe. Diese Ausgabe war in Trakls Besitz und trägt sein Exlibris auf dem vorderen Spiegel. Das Buch mit dem Gedichtmanuskript wurde 2016 von der Salzburger Kulturvereinigung erworben, die ihren Verwaltungssitz in Trakls Geburtshaus hat und das angeschlossene Trakl-Museum (mit Archiv) betreut.

### Charakteristik
Im Werk Trakls überwiegen die Stimmung und die Farben des Herbstes, dunkle Bilder des Abends und der Nacht, des Sterbens, des Todes und des Vergehens. Zwar sind die Gedichte reich an biblisch-religiösen Bezügen, und vielen eignet eine kontemplative Offenheit zur Transzendenz, doch nur selten bricht das Licht der Erlösung in das Dunkel. Die häufige Farbsymbolik (meist Blau – in mehr als der Hälfte aller Gedichte, dann Rot und Braun) diente anfangs der Beschreibung realer Dinge, später waren die Farben oft als eigenständige Metaphern verselbständigt, etwa: „Schwermut blaut im Schoß der Fraun“ (aus: Anblick).
Trakls Gedichte sind in der germanistischen Forschung sehr unterschiedlich gedeutet worden. Manche versuchen sie auf vorgegebene Deutungsmuster rückzubeziehen oder verzichten auf eine Sinnbildung, andere sehen in ihnen metaphorische Modelle ihrer eigenen Konstruktionsprinzipien. Umstritten ist, inwieweit sich Trakls Drogenkonsum auf Form und Inhalt seiner Gedichte ausgewirkt hat. Auch wenn Trakl Drogenabhängigkeit in seinen Gedichten nicht direkt thematisiert hat, zeigen einige Gedichte Anspielungen auf Sucht und Wahnvorstellungen.
Als Dichtung, die exemplarisch die Ideen ihrer Epoche zum Ausdruck bringt, nahm Wulf Segebrecht folgende Gedichte Trakls in seiner Anthologie auf: Verfall, Verklärter Herbst, De profundis, In den Nachmittag geflüstert, Kaspar Hauser Lied, Gesang des Abgeschiedenen, Ein Winterabend, Der Herbst des Einsamen und Grodek.

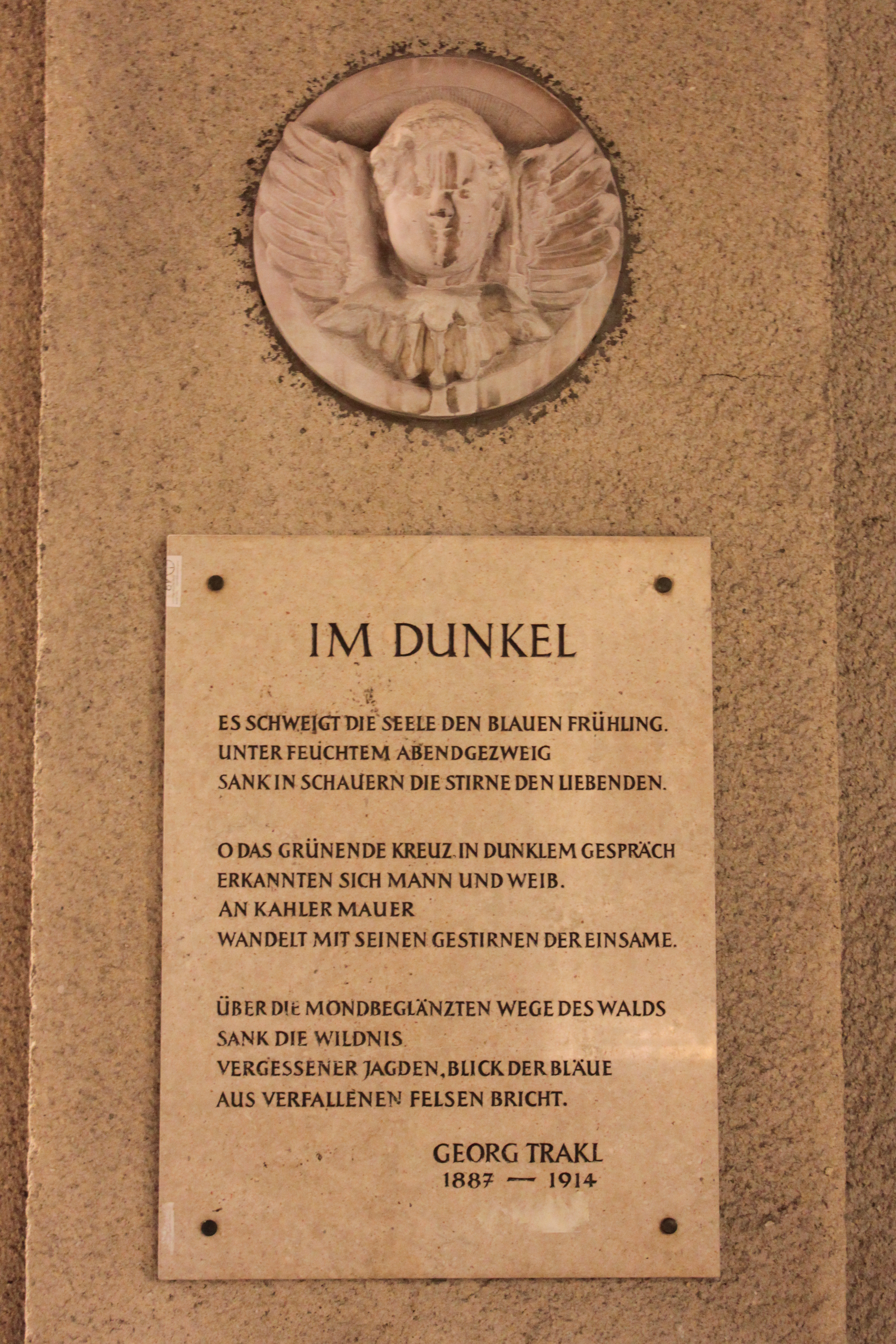
Im Dunkel
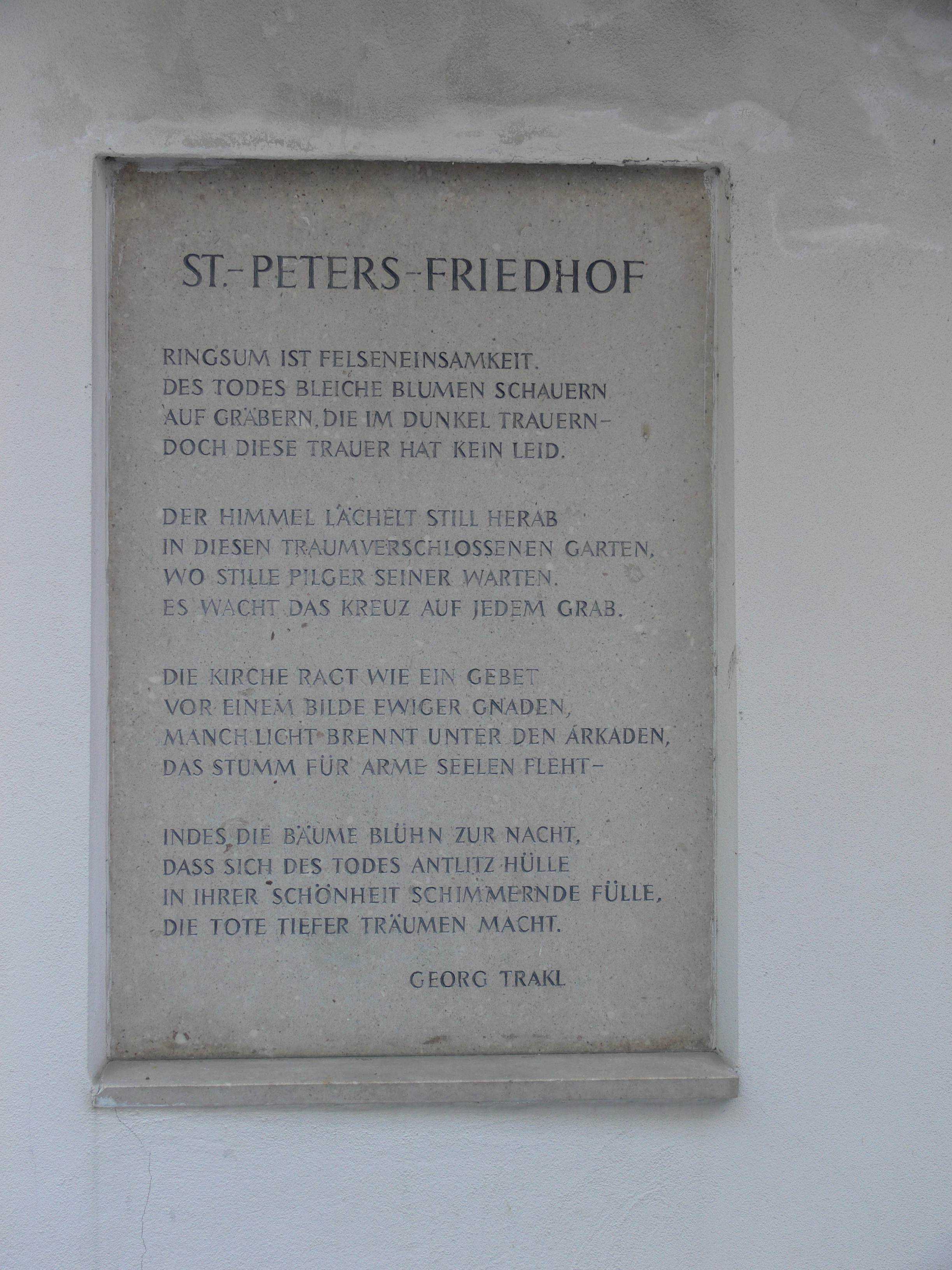
St.-Peters-Friedhof
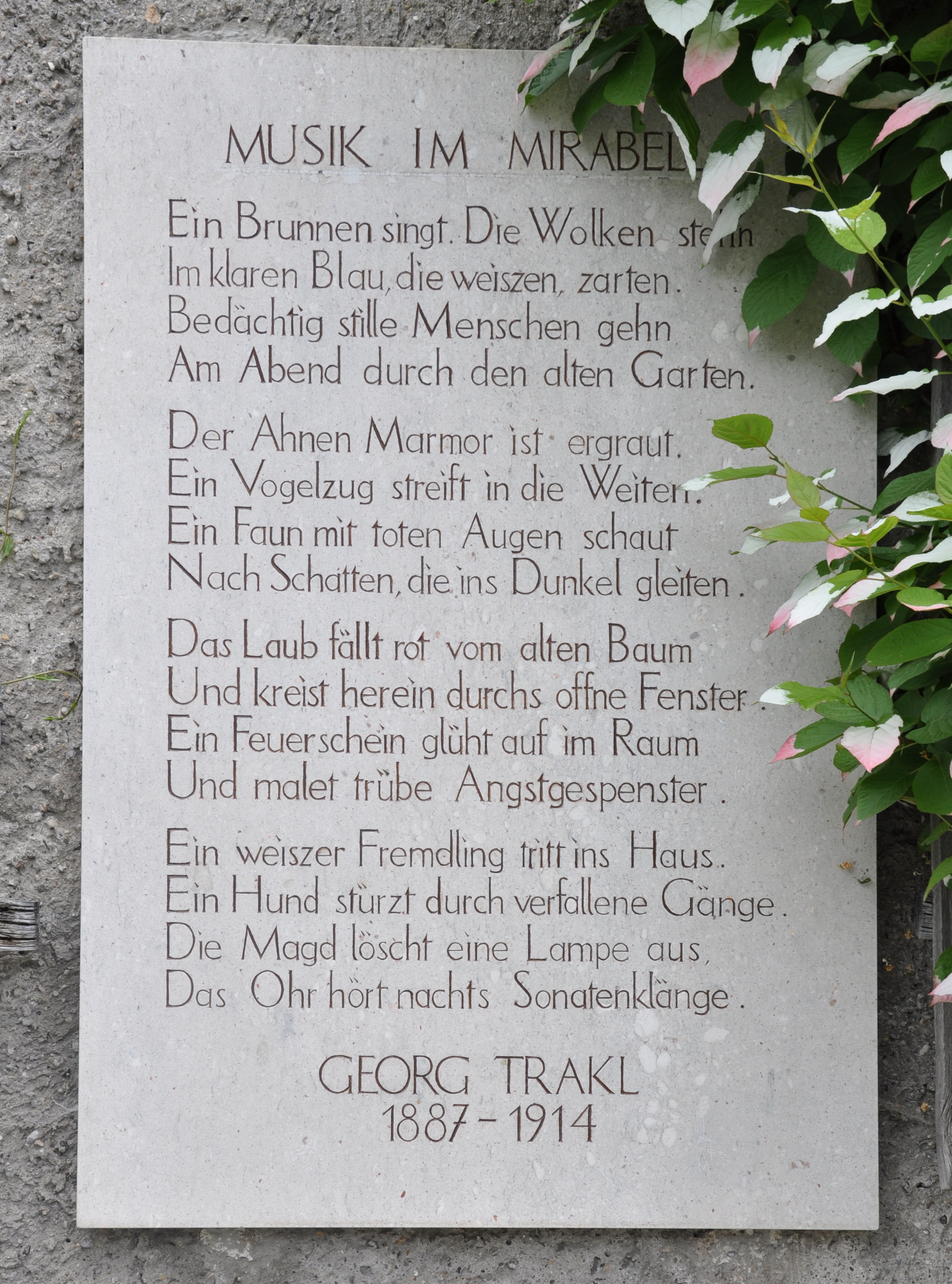
Musik im Mirabell

### Schaffensphasen
Trakls Schaffen lässt sich in vier Phasen untergliedern:
Die erste Phase bezieht sich auf seine Jungwerke, welche durch zwei Einflüsse stark geprägt wurden, zum einen Nietzsche und die Strömungen des Jugendstils und zum anderen der Symbolismus. In den Werken dieser Zeit scheinen noch französische Vorbilder (Baudelaire, Rimbaud, Verlaine) durch die teils rhetorischen Gesten, aus der lyrischen Tradition übernommen, wie beispielsweise in Dämmerung, wo er seine Verse als „kranke Blumen der Schwermut“ bezeichnet, was ein Hinweis auf Baudelaires Les Fleurs du Mal ist.
In der zweiten Schaffensphase (ca. 1909–1912) herrscht der expressionistische Reihungsstil vor, den er selbst charakterisiert als „meine bildhafte Manier, die in vier Strophenzeilen vier einzelne Bildteile zu einem einzigen Eindruck zusammenschmiedet“. Oder in der dritten Strophe des Gedichtes Der Gewitterabend (Gedichte, 1913):
Laut zerspringt der Weiherspiegel.
Möven schrein am Fensterrahmen.
Feuerreiter sprengt vom Hügel.
Und zerschellt im Tann zu Flammen.
Dieser optisch-akustische Gesamteindruck eines Gewitters wird durch eine Reihung von Bildern sowie durch Synästhesie hervorgerufen. Für Trakl entscheidend ist nicht die Abfolge der Einzelereignisse, sondern vielmehr der hervorgerufene komplexe Gesamteindruck.
Seine späteren Werke (ca. 1912–1914) liegen in seiner dritten Phase, welche durch die hohe poetische Suggestivität der Bilder eine große semantische Offenheit erzeugt. Dieser hermetisch-abstrakte Stil und das Bestreben Eindeutiges zu verunklaren bilden einen Individualstil, der regelmäßig eine inhaltliche Interpretation erschwert, zu welcher die Texte gleichsam auffordern, sodass eine eindeutige literarhistorische Zuordnung nicht möglich ist. Den aus seiner zweiten Phase markanten Reihungsstil nimmt er nun etwas zurück, um das lyrische Ich partial in finale Handlungsabläufe und Entdeckungen einzuführen.

Die letzte Phase von 1914 bis zu seinem Ableben enthält viele seiner postum veröffentlichten Werke. Sie ist geprägt durch seine Kriegserfahrung und einen archaisch-apokalyptischen Tenor wie beispielsweise in den Werken Im Osten, Klage und Grodek.
Grodek – sein letztes Gedicht – schrieb Trakl, nachdem er im September 1914 an der Schlacht bei dieser galizischen Stadt teilnehmen musste, als Apotheker Schwerverwundete versorgen sollte und dort an den Ästen von Bäumen baumelnde Gehenkte sah. Dieses Erlebnis fand in Grodek seinen Nachhall:
Doch stille sammelt im Weidengrund
Rotes Gewölk, darin ein zürnender Gott wohnt
Das vergoßne Blut sich, mondne Kühle;
Alle Straßen münden in schwarze Verwesung.
Beim Betrachten dieser vier Schaffensphasen Trakls lässt sich feststellen, dass sie als Resultat eines Prozesses fließend ineinander übergehen und nicht abrupt beginnen oder enden. Doch auch der Perfektionszwang Trakls zögerte eine Veröffentlichung hinaus, wodurch dieser Phasenübergang entstand. So beschrieb Kleefeld in Achtzig Gedichte: „Unablässig feilte er an den Gedichten, oft über Jahre hinweg; er arbeitete sie um, variierte einzelne Zeilen, versucht neue Bildkonstellationen; er zieht mehrere Strophen zu einer zusammen, entwickelt aus einer Gedichtstrophe ein eigenständiges Gedicht.“

## Ehrungen

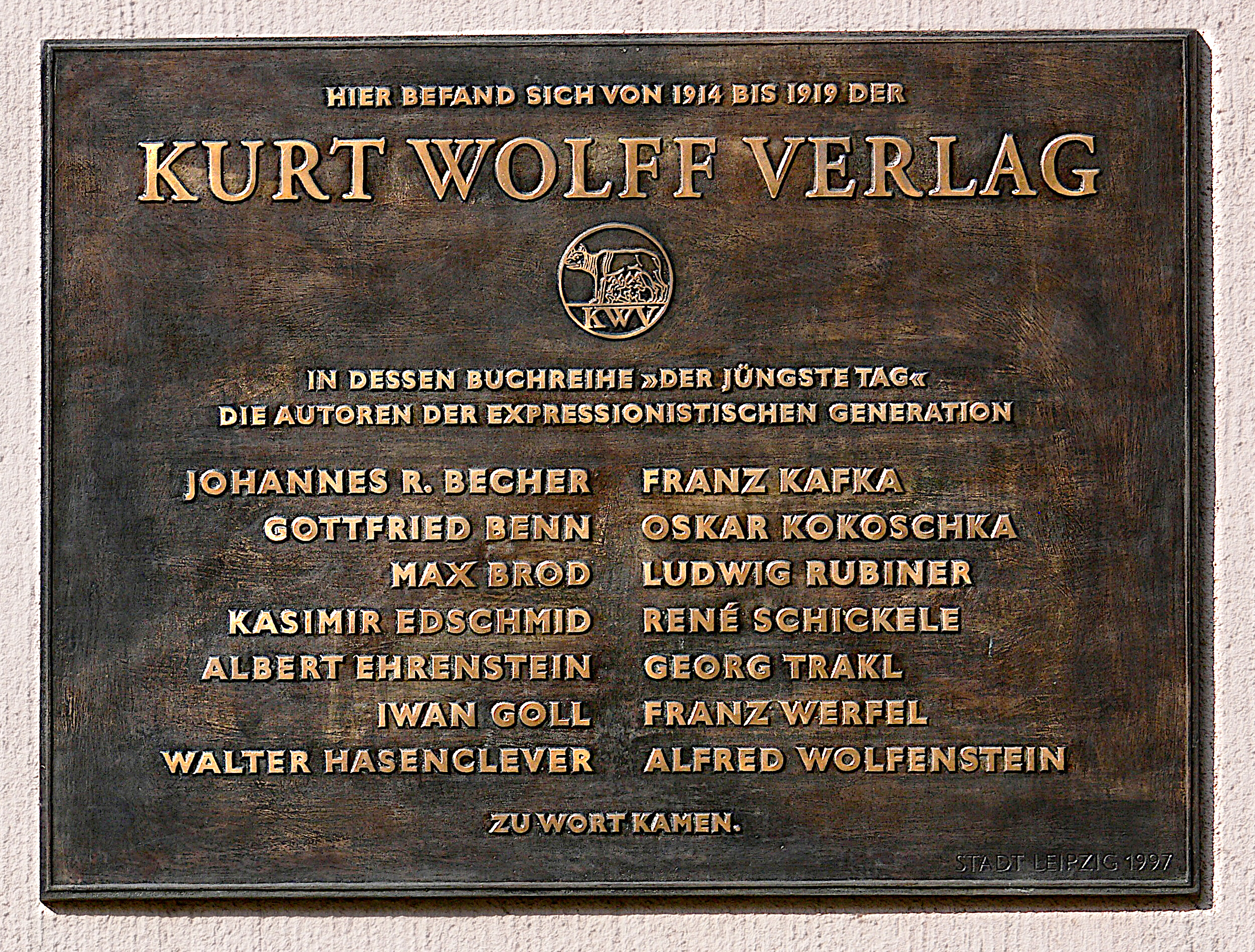
Kurt Wolff Verlag Leipzig, Gedenktafel

- Seit dem 3. November 1952 wird in Salzburg der Georg-Trakl-Preis für Lyrik vergeben.
- Im Jahr 1958 wurde in Wien-Döbling (19. Bezirk) die Traklgasse nach ihm benannt.
- Das Land Salzburg kaufte 1973 das Geburtshaus Trakls und richtete eine Galerie[20], eine Druckwerkstätte[21] und zusammen mit der Salzburger Kulturvereinigung die Georg-Trakl-Forschungs- und Gedenkstätte ein. Die Leitung hat Hans Weichselbaum inne.[22]
- In Salzburg wurde 1991 eine Fußgängerbrücke nach ihm benannt: Der Traklsteg verbindet die Stadtteile Itzling und Lehen.
- Der Traklpark in Innsbruck ist eine kleine Grünfläche am Inn, ein Ort, den Georg Trakl häufig aufsuchte. Dort befindet sich eine Gedenktafel mit einem Vers aus dem Gedicht De profundis. Mit sinnbildlichem Bezug zu diesem Raum veröffentlichte Mirko Bonné im Jahr 2012 seinen Gedichtband Traklpark.[23][24]
- 2023 wurde das zehnstöckige Universitätsgebäude der Universität Innsbruck in der Josef-Hirn-Straße 5–7, das unter anderem das Forschungsinstitut Brenner-Archiv beherbergt, Georg-Trakl-Turm benannt.[25]

## Schriften
Veröffentlichungen zu Lebzeiten und Erstausgaben
- Das Morgenlied. In: Salzburger Volksblatt, 26. April 1908.[3]
- Einer Vorübergehenden; Vollendung; Andacht, In: Neues Wiener Journal, 17. Oktober 1909.[3]
- Sammlung 1909. (Sammlung, ohne offiziellen Titel), 1909 – nicht erschienen.[1]
- Heiterer Frühling im Ruf. Vorstadt im Föhn. In: Der Brenner, Innsbruck 1912.[3]
- Gedichte. (Der Jüngste Tag Band 7/8). Sammlung. K. Wolff, Leipzig Juli 1913.[3]
- Sebastian im Traum. Sammlung. K. Wolff, Leipzig Frühjahr 1915. (postum)[3]
- Klage. Grodek. (Brenner-Jahrbuch). Der Brenner, Innsbruck 1915. (postum)[3]

Werkausgaben
- Walther Killy, Hans Szklenar (Hrsg.): Dichtungen und Briefe. Historisch-kritische Ausgabe. 2 Bände, Otto Müller, Salzburg 1969. (2. Auflage 1987)
- Eberhard Sauermann, Hermann Zwerschina (Hrsg.): Sämtliche Werke und Briefwechsel. Innsbrucker Ausgabe. Historisch-kritische Ausgabe mit Faksimiles der handschriftlichen Texte Trakls. 6 Bände (in 8 Teilbänden) und 2 Supplementbände (Reprints der Erstausgaben von 1913 und 1915), Stroemfeld / Roter Stern, Basel / Frankfurt 1995–2014
- Das dichterische Werk. (dtv 6001 bzw. 12496). dtv, München 1972. (Diese Taschenbuchausgabe enthält das gesamte dichterische Werk Trakls in der Textfassung und Anordnung der historisch-kritischen Ausgabe von Killy/Szklenar, zu ausgewählten Gedichten den kritischen Apparat und eine Zeittafel. Briefe sind hier nicht enthalten)
- Hans-Georg Kemper, Frank Rainer Max (Hrsg.): Werke, Entwürfe, Briefe. Reclam, Stuttgart 1984. (bibliographisch ergänzte Ausgabe 1995; Universal-Bibliothek 8251) (Diese Taschenbuchausgabe beruht auf der historisch-kritischen Ausgabe von Killy/Szklenar. Sie enthält die von Trakl selbst redigierten Gedichtbände, die Veröffentlichungen in Der Brenner 1914/15 und eine Auswahl aus dem Nachlass, den Entwürfen und Briefen. Im Anhang findet sich neben dem Apparat und einigen Daten zu Leben und Werk Trakls ein Nachwort Kempers und eine Auswahl-Bibliographie.)
- Hans Weichselbaum (Hrsg.): Dichtungen und Briefe. Otto Müller, Salzburg 2020, ISBN 978-3-7013-1282-5. (Diese Ausgabe beruht auf der – vergriffenen – Ausgabe von Killy/Szklenar, ergänzt diese jedoch um erst später gefundene Texte Trakls.)

## Vertonungen
- Wendelin Bitzan: Klage. Nr. 1 (Trauer) aus: Die vier Temperamente. Stimmungsbilder für gemischten Chor und Pauken (2007).
- Philippe Boesmans: Trakl-Lieder. (1988) für Sopran und Orchester
- Gerhard Bollmann: Der Herbst des Einsamen. – Im Frühling. – Menschheit. UA Januar 1989 Wien (mit Hubertus Reim [Bariton])
- Cesar Bresgen: Kantate von der Unruhe des Menschen (1953) für Sopran- und Tenor-Solo, gemischten Chor, Männerchor und Orchester. Texte von Georg Trakl, aus dem Buch Hiob und von Cesar Bresgen
- Friedhelm Döhl: Der Abend / Die Nacht (1977/79) für Flöte und Violoncello
- Miro Dobrowolny: Gesänge der Nacht (2009) Drei Lieder für mittlere Stimme und Klavier: Nachtlied 1 (Aus tiefer Nacht), Nachtlied 2 (Über nächtlich dunklen Fluten), Mein Dämon (Es hat mein Dämon) Verlag: Edition Gravis (eg1931)
- Eden Weint Im Grab (Dark-Metal-Band): Der Herbst des Einsamen (Eine Dekomposition der Lyrik Georg Trakls) (Album, nach zwölf Gedichten)[26]
- Hanns Eisler: Herbst Nr. 1 aus: Zwei Lieder für eine hohe Stimme und Klavier (1918). Immer wieder nahst du, Melancholie (1920). Im Frühling Nr. 2 aus: Zwei Lieder für Gesang und Klavier (1920). Rondell Nr. 2 aus: Zwei Lieder für Gesang und Klavier (1920).
- Harald Genzmer: Verklärter Herbst (1956) für 4-stimmigen Männerchor
- Jürg Hanselmann: An Mauern hin (2016), Liederkreis nach Gedichten von Georg Trakl
- Hans Werner Henze:

- Apollo et Hyazinthus (1948/49). Improvisationen für Cembalo, Altstimme und 8 Soloinstrumente (nach dem Gedicht Im Park)
- Sebastian im Traum (2004) für Orchester. UA 22. Dezember 2005 Amsterdam (Concertgebouw-Orchester, Dirigent: Mariss Jansons)

- Paul Hindemith: Die junge Magd, 6 Lieder op. 23 Nr. 2 (1922) für Altstimme, Flöte, Klarinette und Streichquartett
- Heinz Holliger:

- Drei Liebeslieder (1960) für Altstimme und Orchester. UA 12. Mai 1962 Genf (Schweizerisches Tonkünstlerfest; Lucienne Devalier [Alt], Orchestre de la Suisse Romande, Dirigent: Jean Meylan)
- Fünf Lieder (1992/2006) für Altstimme und Orchester. UA 29. November 1993 Lausanne (Théâtre de Beaulieu; Cornelia Kallisch [Alt], Orchestre de la Suisse Romande, Dirigent: Armin Jordan)

- Toshio Hosokawa: Sternlose Nacht. Requiem für Jahreszeiten (2010) für Sopran, Mezzosopran, 2 Sprechstimmen, gemischten Chor und Orchester. Texte von Georg Trakl, Gershom Scholem, Lothar Metzger, Angela Gill und Masao Masunishi. UA 2. Oktober 2010 Baden-Baden (Festspielhaus; Sally Matthews [Sopran], Mihoko Fujimura [Mezzosopran], WDR Rundfunkchor Köln, Mahler Chamber Orchestra, Dirigent: Kent Nagano)
- Das Ich (Neue-Deutsche-Todeskunst-Band): Verfall (1994 unter dem Titel Staub auf dem gleichnamigen Album)
- Rudolf Kelterborn:

- Elegie (1958) für Mezzosopran und 4 Instrumente
- Ensemble-Buch II (1992/94) für Mezzosopran und 10 Instrumente

- Wilhelm Killmayer:

- Trakl-Lieder I (1993) für Tenor und Klavier. UA 1. Dezember 1998 Köln (Philharmonie; Christoph Prégardien [Tenor], Siegfried Mauser [Klavier])
- Schweigen und Kindheit (1996). Sechs Lieder für Tenor und Klavier. UA 3. Dezember 1996 München (Sebastian Leebmann [Tenor], Siegfried Mauser [Klavier])

- Armin Knab: Brot und Wein für 4-stimmigen Frauenchor

2. Verklärter Herbst („Gewaltig endet so das Jahr…“) – 3. Ein Winterabend („Wenn der Schnee ans Fenster fällt…“)
- Willi Leininger: 7 Lieder nach Gedichten von Georg Trakl für Bariton und Klavier (Verklärter Herbst / Im Herbst / Frauensegen / Der Gewitterabend / Geistliches Lied / In den Nachmittag geflüstert / Herbstseele)
- Silvan Loher: De Profundis. Kantate nach Gedichten von Georg Trakl u. a. UA 12. Mai 2018, Internationales Bachfest Schaffhausen
- Peter Maxwell Davies: Revelation & Fall („Offenbarung und Untergang“; 1966) für Sopran und 16 Instrumente
- Jörg-Peter Mittmann:

- Traum des Bösen (1993) für Bläsertrio
- spektral (2003). Elfsätziger Zyklus nach Farbsymbolen aus verschiedenen Gedichten Trakls

- Alexander Müllenbach: 2 Trakl-Lieder für mittlere Stimme und Klavier, 1998, Luxembourg Music Publishers (LMP)
- Andrea Riderelli: Drei Trakl-Lieder (1990) für Klavier und Bariton (Die Raben, Klage, Melancholie)
- Johannes X. Schachtner: Miniaturen nach Georg Trakl (2007/2010) für Violine und Klavier. UA April 2007, München / Erstaufnahme BR (2013) (Julia Galic, [Violine] Silke Avenhaus, [Klavier])
- Josef Schelb: Vier Gesänge nach Texten von Georg Trakl für Sopran, Flöte, Klarinette, 2 Violinen, Viola und Violoncello (1964), UA Karlsruhe 1964, Ersteinspielung 1998 (Cornelia Eng, Mitglieder des SWR-Sinfonieorchesters Baden-Baden und Freiburg, ARS-FCD 368 363)
- Enjott Schneider: Trakl-Träume (1987). Meditationen für Singstimme und Klavier. UA 1. Januar 1988 Lindau (Christian Schmidt [Bass], Benno Scharpf [Klavier])
- Wolfgang-Andreas Schultz:

- Vier Lieder (1969/1986) für Tenor und Klavier
- Zwei Nachtstücke (1972/1992) für Solo-Flöte, dreistimmigen Frauenchor (oder drei Frauenstimmen), Harfe, Klavier, Celesta und Streichorchester
- Variationen über ein Abendlied (1985) Liederzyklus für Sopran und Klavier. Texte von Joseph von Eichendorff, Nikolaus Lenau, Georg Trakl und aus dem Matthäusevangelium
- Variationen über Thema von Händel (1987). Liederzyklus für Mezzosopran und Klavier. Texte von Nikolaus Lenau, Georg Trakl, Stefan George und Reiner Kunze
- Abendländisches Lied (1988/89). Fantasie und Fuge für Englischhorn und Orchester. UA 24. April 1990 Ulm (Johannes Schwill [Englischhorn], Philharmonisches Orchester Ulm, Dirigent: Mathias Husmann)

- Joachim Schweppe: Über 50 Werke Georg Trakls vertonte der Hamburger Komponist Joachim Schweppe, darunter der Gesang des Abgeschiedenen von 1965 und die 1968 entstandene Trakl-Sinfonie nach dem Gedicht Verfall. Von den in den 50er Jahren entstandenen Liedern Schweppes über Trakl-Texte sind über die Joachim Schweppe Gesellschaft zehn Lieder für Klavier und Solostimme zugänglich: Am Mönchsberg, Der Schlaf, Die Raben, Herbstseele, Im Winter, In ein altes Stammbuch, Nachts, Nähe des Todes, Rondel, Verfall.
- Juan María Solare:

- Rondel (2006) für Gesang und Gitarre
- Geistliche Dämmerung für Singstimme und Orgel

- Hubert Steppan (1928–2009): Liederzyklus nach Texten von Georg Trakl. Fünf Lieder für hohe Stimme (Sopran/Tenor) und Klavier (1991). Ein Winterabend Op. 223; Musik im Mirabell Op. 224 (G. Trakl 2. Fassung); Herbstseele Op. 225; Wind, weiße Stimme, die an des Trunknen Schläfe flüstert Op. 227; Im Winter Op. 228
- Uwe Strübing:

- Trakl-Lieder (op. 3; 1984) für Sopran und 7 Instrumente. UA 1985 Nürnberg (Meistersinger-Konservatorium; Dorothea Kästner [Sopran], Studierende des Konservatoriums)

1. Die schöne Stadt („Alte Plätze sonnig schweigen…“) – 2. Frühling der Seele („Blumen blau und weiß verstreut…“)
- Vier Lieder (op. 89; 2007) für Sopran und Klavier. UA 24. März 2011 Erlangen (Redoutensaal; Rebecca Broberg [Sopran], Lilian Gern [Klavier])

1. Abendmuse („Ans Blumenfenster wieder kehrt des Kirchturms Schatten…“) – 2. Im Dunkel („Es schweigt die Seele den blauen Frühling…“) – 3. Der Gewitterabend („O die roten Abendstunden!…“) – 4. Abendlied („Am Abend, wenn wir auf dunklen Pfaden gehn…“)
- Pur-Poem (op. 94; 2008). Madrigal zu 6 Stimmen. Texte: Francesco Petrarca (Sonett CCCVI), Georg Trakl (In ein altes Stammbuch). UA 2. April 2009 Erlangen (Neustädter Kirche; Ensemble Singer Pur)

- Iris Szeghy: Menschheit, Kantate nach dem Gedicht von Georg Trakl und Psalm 130 für Sopran, Doppelchor und Orchester (Bern 2012).
- Camillo Togni:
  - Helian op. 39 (1955), Fünf Lieder für Sopran und Klavier; Fassung für Sopran und Kammerorchester (1961).
  - Sei Notturni dal Gesang zur Nacht (1965) für Alt und Kammerensemble.
  - Blaubart (1972–1977), Oper. UA am 14. Dezember 1977, Teatro La Fenice, Venedig.
  - Barrabas (1981–1985), Oper. Erste vollständige Aufführung am 30. September 1996, Teatro La Fenice, Venedig.
- Manfred Trojahn:

- Streichquartett Nr. 2 (1979/80) mit Klarinette und Mezzosopran. UA 1980 Paris (Radio France)

Vokalsätze: 2. Melancholie – 4. Der Schlaf – 5. In Venedig
- Trakl-Fragmente (1983/84) für Mezzosopran und Klavier. UA 10. Februar 1984 Hamburg (Liat Himmelheber, Peter Stamm [Klavier])

1. Kindheit – 2. Ein Kreuz ragt – 3. Geburt – 4. Im Frühling – 5. Nachtwandlung, Tod und Seele – 6. Da der Tag hinsank – 7. Es kehret der Heimatlose zurück – 8. Münch… – 9. Im Frühling – 10. Nächtliche Buchen – 11. Schneeige Nacht
- Fassung für Mezzosopran und 14 Instrumente: Nachtwandlung (1983/84). UA 17. Februar 1986 Paris (Centre Pompidou; Liat Himmelheber, Ensemble 2e2m [Champigny], Dirigent: Farhad Mechkat)

- Grodek (1991) für Bariton, Klarinette, Horn, Fagott und Streicher (1.1.1.1.1). UA 29. September 1991 Berlin (Georg Christoph Biller [Bariton], Scharoun Ensemble, Dirigent: Friedrich Goldmann)

- Viktor Ullmann: Herbst (1943, Theresienstadt) für Sopran und Streichtrio
- Klemens Vereno:

- Nachtlieder nach Gedichten von Georg Trakl (Salzburg 2023) für Vokalquartett und Streichtrio (I: Elegie (instrumental), II: Geistliche Dämmerung, III: Nächtliche Klage, IV: Nachtlied)
- Drei Lieder nach Georg Trakl (Salzburg 1987) für Mezzosopran, Bassetthorn und Gitarre (I: Seele des Lebens, II: Ballade, III: Schwesters Garten)
- Nachtlied (Salzburg 2007) für vierstimmigen gemischten Chor a cappella
- An versteinerter Schwelle – Lyrische Szenen nach Georg Trakl (Salzburg 2014) für neun Solostimmen, Chor und Kammerorchester (Sieben Szenen: 1. „Der Herbst des Einsamen“, 2. „Nachtlied“, 3. „Verflucht, ihr dunklen Gifte“, 4. „O der Wahnsinn der großen Stadt“, 5. „Ihr ehernen Zeiten“, 6. „schmerzverzerrt und daseinsleer“, 7. „Heimkehr“)

- Alexander Maria Wagner: „Es weint die Nacht...“ (2012) Fünf Gesänge für gemischten Chor nach Georg Trakl, UA Passau (2014)[28]
- Anton Webern:

- Sechs Lieder nach Gedichten von Georg Trakl (op. 14, 1917–1921), Gesang und Kammerensemble (1. „Die Sonne“, 2. „Abendland I“, 3. „Abendland II“, 4. „Abendland III“, 5. „Nachts“, 6. „Gesang einer gefangnen Amsel“)

- Wilhelm Weismann:

- „Ein Winterabend“ in „Sechs Gesänge ernsten Charakters“ für tiefe Stimme (Bassbariton oder Alt) und Klavier, Ed. Peters Nr. 5637, Leipzig 1979

- Dieter Salbert:

- NATUR UND FRIEDEN - sieben Gesänge für Sopran und Streichorchester nach Gedichten von Georg Trakl (1984):
- Es geht ein alter Weg entlang / Wie scheint doch alles Werdende so krank / Da ich heut morgen im Garten saß / Über den Wäldern / Ich sah viel Städte als Flammenraub / Mich deucht, ich träumte von Blätterfall / Am Abend, wenn die Glocken Frieden läuten, Musikverlag Zahoransky. Uraufführung Braunschweig 1985.

## Künstlerische Adaptionen
- Alfred Kubin illustrierte Offenbarung und Untergang. Die Prosaschriften, Otto Müller Verlag Salzburg 1947
- Hans Schulze schuf 1971 eine Reihe von Radierungen zu Trakls Gedichten.[29]
- Hans Fronius: Helian. Mit 5 einzeln signierten, auf das Textpapier montierten Original-Lithographien. 5. Druck des Verlags Ars librorum Gotthard de Beauclair 1963.
- Die Künstlerin Beate Passow schuf 2015 eine Arbeit zum Gedicht Grodek.
- Klaus Schulze schuf 1994 eine Oper mit dem Titel Totentag, die sich mit dem letzten Tag des Dichters befasst.
- Klaus Schulze mit dem Album X (1978); Track: Georg Trakl.
- Walter Kappacher reflektiert in seinem 2014 uraufgeführten Monodrama Trakls letzte Tage die Verzweiflung des Dichters kurz vor seinem Tod. Erweiterte Buchausgabe in: Trakls letzte Tage & Mahlers Heimkehr, Müry Salzmann, Salzburg – Wien 2014, ISBN 978-3-99014-104-5
- Wolfgang Kauer: Gauguin trifft Trakl (Synästhesie in den Werken beider Künstler). In: Wolfgang Kauer: Magenta verde. Arovell Gosau, Salzburg, Wien 2009, S. 77f ISBN 978-3-902547-73-6

## Verfilmungen
Die junge Magd, szenische Versionen nach dem Liederzyklus von Paul Hindemith u. a. mit dem Schauspieler William Mang als Trakl und der Sängerin Trudeliese Schmidt als Trakls Schwester. TV-Sendung des Saarländischen Rundfunks 1987. Regie: Hans Emmerling, Produzent: Peter Rocholl. Der Film Tabu – Es ist die Seele ein Fremdes auf Erden spielt frei mit Elementen der Biographie Trakls, ohne eine an Fakten orientierte Darstellung seines Lebens zu sein. Lars Eidinger spielt darin die Hauptrolle.